# Rhytidenglerula carnea
Rhytidenglerula carnea är en svampart som först beskrevs av Ellis & G. Martin, och fick sitt nu gällande namn av Franz Xaver von Höhnel 1918. Rhytidenglerula carnea ingår i släktet Rhytidenglerula och familjen Englerulaceae.   Inga underarter finns listade i Catalogue of Life.